# Mansilla + Tuñón Architekten

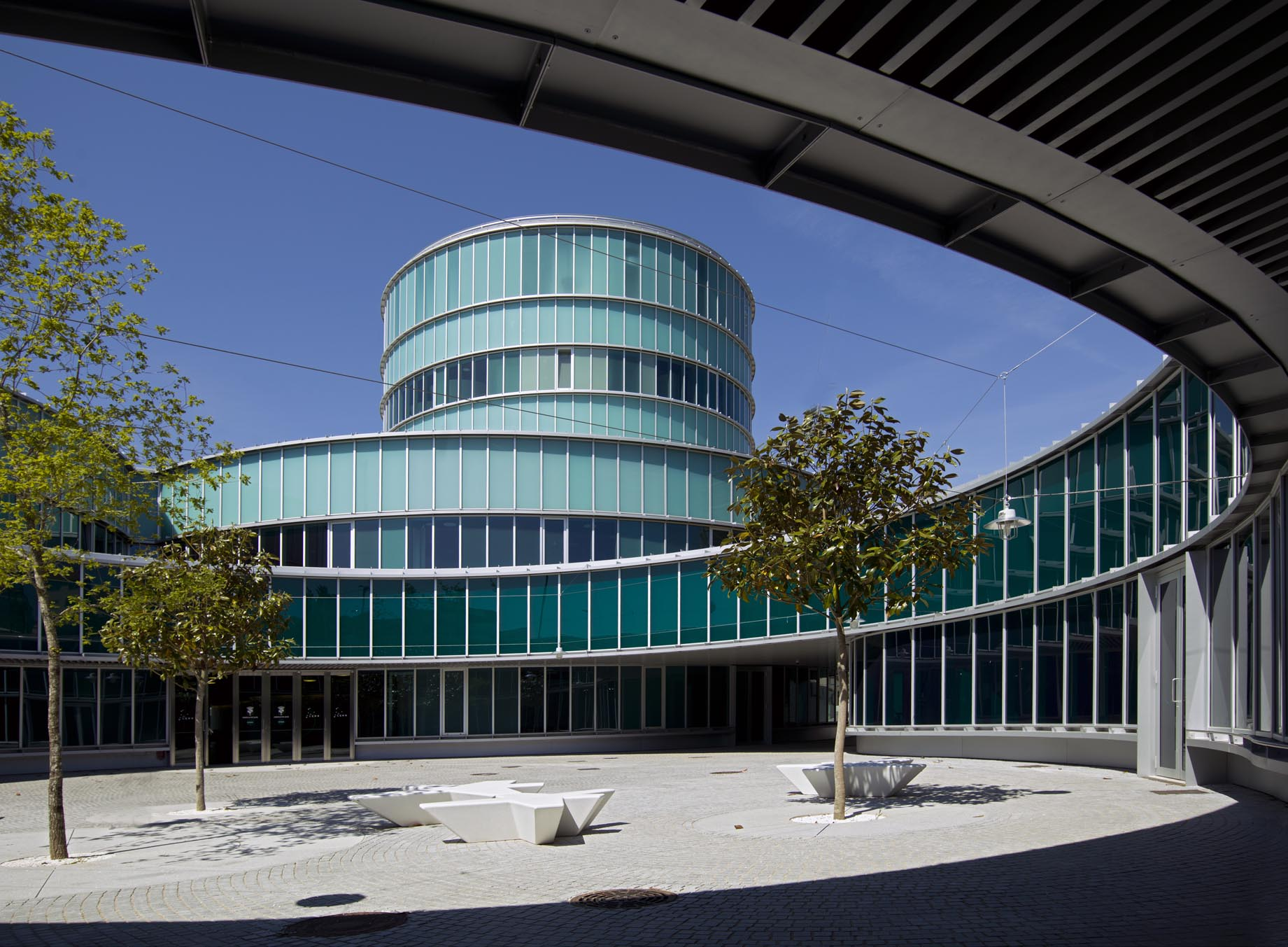
Rathaus von Lalín

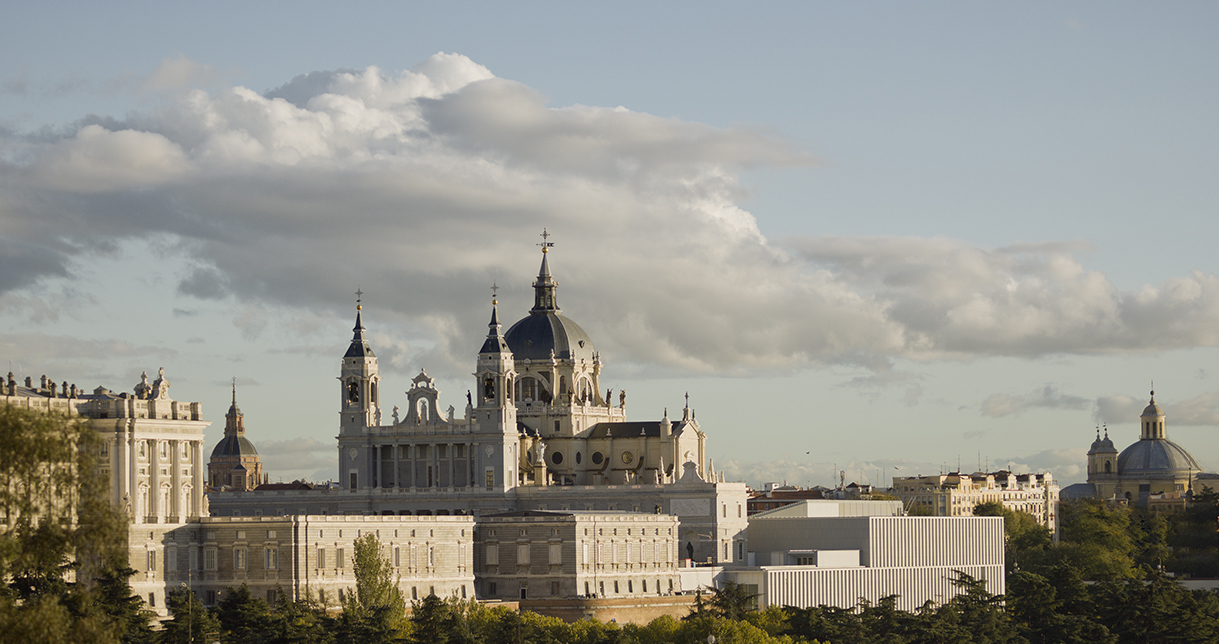
Museum der Königlichen Sammlungen in Madrid

Mansilla + Tuñón Architekten ist ein spanisches Architekturbüro der Architekten Emilio Tuñón Álvarez und Luis Moreno Mansilla aus Madrid. Ihre Arbeit wurde 2014 mit der Goldmedaille für „Verdienst in den schönen Künsten“ (span: Medalla de Oro al Mérito en las Bellas Artes) vom Ministerrat der spanischen Regierung ausgezeichnet.

## Mansilla + Tuñón
Luis Moreno Mansilla und Emilio Tuñón Álvarez gründeten 1992 Mansilla + Tuñón Architekten.
1993 gründeten Luis Mansilla und Emilio Tuñón zusammen mit Luis Rojo, die Plattform des Gedankenaustausches CIRCO unter dessen Namen sie in regelmäßigen Abständen Texte publizieren.

### Emilio Tuñón Álvarez
Emilio Tuñón (* 1958) machte 1981 die Architekturausbildung an der Technischen Hochschule für Architektur von Madrid (ETSAM). Im Jahr 2000 erlangte er ebenfalls an der ETSAM den Doktortitel (cum laude). Von 1981 bis 1992 arbeitete er an verschiedenen Projekten in dem Büro des spanischen Architekten Rafael Moneo. 1992 gründete er zusammen mit Luis Mansilla das Büro Mansilla + Tuñón Architekten.

### Luis Moreno Mansilla
Luis Moreno Mansilla (1959–2012) hat 1982 die Architekturausbildung an der Technischen Hochschule für Architektur von Madrid (ETSAM) abgeschlossen. Im Jahr 1998 erlangte er ebenfalls an der ETSAM den Doktortitel. Seine Doktorarbeit wurde mit dem Preis der Polytechnischen Universität für außergewöhnliche Doktorarbeiten ausgezeichnet.
1982 erhielt er ein Stipendium der Akademie der hohen Künste von Spanien für eine zweijährige Weiterbildung in Rom, Italien. 1985 erhielt er ein Stipendium vom Schwedischen Institut am Architekturmuseum in Stockholm zur Recherche der Reisen der beiden schwedischen Architekten Asplund und Lewerentz. Danach arbeitete er bis 1992 in dem Büro des spanischen Architekten Rafael Moneo. 1992 gründete er zusammen mit Emilio Tuñón das Büro Mansilla + Tuñón Architekten.

### Lehrtätigkeit
Emilio Tuñón und Luis Mansilla sind seit 1986 leitende Professoren des Lehrstuhls für Entwerfen und Architekturprojekte an der Technischen Hochschule für Architektur von Madrid (ETSAM).
Sie hatten diverse Professuren an verschiedenen Universitäten. Unter anderen an der Princeton University School of Architecture, Harvard University Graduate School of Design, Ecole Polytechnique Fédérale de Lausanne, Architekturschule der Universität von Navarra, Universität CEU San Pablo, Neue Architekturschule von Puerto Rico, Städelschule in Frankfurt.

## Bauwerke und Projekte

### Bauwerke (Auswahl)
- Hotel Restaurant Relais & Châteaux Atrio in Cáceres (2010)[6][7]
- Zentrum für visuelle Kunst, Stiftung Helga de Alvear in Cáceres (2010)
- Rathaus von Lalín (2010)[8]
- Stiftung Pedro Barrié de la Maza in Vigo (2005)
- Museo de Arte Contemporáneo de Castilla y León (MUSAC; dt.: Museum für zeitgenössische Kunst von Kastilien und León) in León (2004)[9]
- Stadtteilbibliothek Joaquín Leguina und Archiv der Gemeinde Madrid in der ehemaligen Fabrik „El Águila“ (2002)
- Auditorium der Stadt León in León (2002)[10]
- Museum der schönen Künste in Castellón (2000)
- Museum der Archäologie und der bildenden Künste in Zamora (1996)

### Gewonnene Wettbewerbe (Auswahl)
- Museum der Vega Baja von Toledo: Toletum Visigodo (2010)[11][12]
- Energie Dome – Institutsgebäude der „Ökologischen Stadt“ in Soria (2008)[13]
- Museum des Kraftfahrzeugs in Torrejón de la Calzada (2008)
- Museum des Gebietes der Migrationen in Algeciras (2007)
- Internationales Kongresszentrum (CICCM) in Madrid (2007)
- Zentrum für visuelle Kunst, Stiftung Helga de Alvear in Cáceres (2005)
- Rathaus von Lalín (2004)
- Bibliothek in der Straße Artistas in Madrid (2003)
- Masterplan des Areals von Valbuena in Logroño (2003)
- Museum Cantabriens im Park „Parque Atlántico de las Llamas“ in Santander (2002)[14]
- Museum der Königlichen Sammlungen in Madrid (2002)
- Museum der Sanfermines in Pamplona (2001)
- Zentrum für zeitgenössische Kunst in Brescia (2000)
- Museum der schönen Künste in Castellón (1997)
- Auditorium der Stadt León in León (1996)
- Kunst- und Kulturzentrum der Gemeinde Madrid in der ehemaligen Fabrik „El Águila“ in Madrid (1995)[15]

## Auszeichnungen
- Goldmedaille für Verdienst in den schönen Künsten (span: Medalla de Oro al Mérito en las Bellas Artes) (2014)[16][17]
- FAD Award (Fostering Arts and Design) (2011).
- A Plus-Preis (2011)
- Mies van der Rohe Award for European Architecture für das MUSAC (2007)[18]
- FAD Award (Fostering Arts and Design) (2007)
- VIA-Preis (2006)
- Enor-Preis (2005)
- Nacional-Preis für Spanische Architektur (2003)
- COAM-Preis (Architektenkammer Madrid) (2003)
- FAD Award (Fostering Arts and Design) (2001)
- COACV-Preis (2000)
- Excelent Work-Preis (2000)
- CEOE Stiftung-Preis (1997)
- Architecti-Preis (1996)

Auszeichnungen für CIRCO
- FAD-Sonderpreis für Kritik (2007)
- III Iberoamerikanische Biennale der Architektur und Ingenieurswesen-Preis (2002)
- COAM-Preis (Architektenkammer Madrid) (1995)